# سیما کوبان
سیما کوبان (زاده ۲۴ آبان ۱۳۱۸ در تهران – درگذشته ۱۵ خرداد ۱۳۹۱ در پاریس) نقاش، مجسمه‌ساز، استاد دانشگاه، نویسنده، مترجم، ناشر، منتقد و محقق ایرانی بود.

## زندگی
سیما کوبان در سال ۱۳۱۸ در تهران به دنیا آمد. خانواده پدری‌اش اهل کاشان و از طرف مادری اهل و از خاندان قاجاری دولتشاهی بودند. سیما کوبان علاوه بر تدریس در دانشکده هنرهای زیبا دانشگاه تهران، در زمینهٔ هنر و معماری در ایران تحقیقاتی انجام داده‌است. در سال‌های قبل از انقلاب استاد و مدیر دانشکده هنرهای زیبای دانشگاه تهران بود که بعد از انقلاب توسط دستگاه حکومتی «پاکسازی» شد. او بنیان‌گذار انتشارات دماوند در سال ۱۳۶۰ و اولین ناشر زن در ایران بعد از انقلاب بود. سیما کوبان یکی از امضاکنندگان متن «ما نویسنده‌ایم» نیز بوده‌است.
آبان سال ۱۳۶۴ انتشارات دماوند تعطیل شد، بسیاری از کتاب‌های آن توقیف شد و سیما کوبان دستگیر شد و مورد بازجویی قرار گرفت. بعد از مدت کوتاهی به قید ضمانت از زندان آزاد شده و حکم بر «ممنوع‌الانتشار» بودنش داده شد. به ناچار با همکاری نادر درفشه و دیگر دوستان شرکت طرح و نقش گلیم «بی‌بی باف» را در محل انتشارات دماوند دایر کرد. پس از آن به ترتیب با شرکت‌های تبلیغاتی سیته و کارپی در زمینه بازاریابی همکاری داشت. در این بین مدتی نیز دانش تصویری‌اش را در اختیار سازمان زیباسازی شهر تهران که وابسته به شهرداری تهران است، قرار داد.
او در دهه ۱۳۷۰ راهی فرانسه شد و تا چند ماه قبل از زمان فوت در شهر استراسبورگ ساکن بود. در این شهر او به فعالیت‌های خود همچون تدریس در دانشگاه استراسبورگ، تدریس زبان فارسی و مینیاتور و گلیم بافی به فرانسویان علاقه‌مند به ایران، برگزاری نمایشگاه‌های مختلف در رابطه با فرهنگ ایران با همکاری انجمن ایرانیان مقیم استراسبورگ، و تحقیقات فرهنگی در نقاشی و ادب ایران ادامه داد. او در سال ۱۳۷۸ به دلیل سکته مغزی فلج و خانه‌نشین شد، ولی دست از فعالیت‌های خود برنداشت. در ابتدای سال ۱۳۹۱ یک سرطان ریه نهفته، او را بستری کرد و او به پاریس جهت مداوا منتقل شد.
سرانجام وی در تاریخ ۱۵ خرداد ماه سال ۱۳۹۱ در شهر پاریس و در پی بیماری سرطان ریه درگذشت.

## انتشارات دماوند
سیما کوبان پس از اینکه از دانشگاه تهران در سال ۱۳۵۹ اخراج شد، در سال ۶۰ برآن شد که نوشته‌ها و مقالات روشنفکران ایرانی را در مجموعه‌ای گردآوری کند و آن را مجموعه «کتاب چراغ» نام نهاد. حدود یکسال بعد پرتو نوری‌علا و منیر رامین‌فر (بیضایی) به او پیوستند و به عنوان شرکای انتشارات دماوند، همکاری خود را آغاز کردند. با توجه به سازش‌ناپذیری سیما کوبان با دولت و حساسیت کتاب‌هایی که منتشر می‌کرد، حکومت جمهوری اسلامی ایران با این انتشارات مشکل داشت تا بالاخره در سال ۱۳۶۴ در پی تجدید چاپ سوم «نقد و تحلیل جباریت»، مأموران وزارت ارشاد به انتشارات دماوند ریختند و آن را تعطیل کردند. کتاب‌های زیادی توقیف و سیما کوبان روانهٔ زندان شد. پس از چند روز که وی با قید ضمانت از زندان آزاد شد، ناشرین در نامه‌ای از وزارت ارشاد خواستند تا به دلیل «کمبود کاغذ»، این انتشارات بسته شود.
کتاب‌های منتشر شده به وسیلهٔ انتشارات دماوند:
- چهار جلد کتاب «چراغ» (جلد پنجم توقیف شد)
- نمایشنامه و فیلمنامه‌های آینه‌های روبرو - فتحنامهٔ کلات - خاطرات هنرپیشهٔ نقش دوم - «ندبه» و «اشغال» از بهرام بیضایی
- «خروج اضطراری» از اینیاتسیو سیلونه ترجمه مهدی سحابی
- «مقالات تاریخی» و «اندیشه‌های طالبوف تبریزی» از فریدون آدمیت[۶]
- «مردی که همه‌چیز، همه‌چیز، همه‌چیز داشت» از میگل آنخل آستوریاس، ترجمهٔ لیلی گلستان
- «عطا و لقای نیما» از مهدی اخوان ثالث
- «سرود اعتراض» از پابلو نرودا، ترجمه احمد کریمی حکاک
- «کلاه کلمنتیس» از میلان کوندرا، ترجمهٔ احمد میرعلایی
- «نقد و تحلیل جباریت» (بهانه اصلی دستگیری سیما کوبان و بسته شدن انتشارات دماوند) از مانس اشپربر، ترجمهٔ کریم قصیم

## آثار

عکسی از یک نقاشی از مرحوم سیما کوبان در زیرزمین کاخ سفید سعدآباد تهران

- چراغ (۵ جلدی)، (با آثاری از:) مهدی اخوان ثالث، فریدون آدمیت [و دیگران]، (گردآورنده:) سیما کوبان، تهران: انتشارات دماوند، ۱۳۶۱–۱۳۶۳؛[۷][۸]
- کتاب تهران (۶ جلدی)، (با آثاری از:) عبدالله انوار [و دیگران]، (گردآورنده:) سیما کوبان، تهران: انتشارات روشنگران و مطالعات زنان، ۱۳۷۰–۱۳۷۶؛[۹]
- طهران قدیم، (با آثاری از:) سیمین بهبهانی، عبدالله انوار [و دیگران]، (گردآورنده:) سیما کوبان، تهران: انتشارات روشنگران و مطالعات زنان، ۱۳۸۸؛[۱۰]

## پی‌نوشت
1. 1 2  «سیما کوبان، نویسنده، مترجم و ناشر، درگذشت». BBC News فارسی. ۱۷ خرداد ۱۳۹۱. دریافت‌شده در ۲۰۲۰-۰۶-۰۶.
2. 1 2  «سیما کوبان درگذشت». صدای آمریکا فارسی. ۱۷ خرداد ۱۳۹۱. دریافت‌شده در ۲۰۲۰-۰۶-۰۶.
3. ↑  اسکندر آبادی (۲۰۲۰-۰۶-۰۴). «نخستین ناشر زن پس از انقلاب». DW.COM. دریافت‌شده در ۲۰۲۰-۰۶-۰۶.
4. 1 2 3 4  نیلوفر بیضایی (ژوئیه ۲۰۰۰). «خانم شهلا لاهیجی اولین زن ناشر ایران نیست!». مجله نیمروز. بایگانی‌شده از اصلی در ۲۰ سپتامبر ۲۰۰۸. دریافت‌شده در ۳۱ ژانویه ۲۰۱۰.
5. ↑  «مانویسنده ایم!». بنیاد عبدالرحمن برومند. ۲۱ آبان ۱۳۷۳. دریافت‌شده در ۲۰۲۰-۰۶-۰۶.
6. ↑  «درگذشت سیما کوبان، نخستین زن ناشر ایرانی». ار. اف. ای - RFI. ۲۰۱۲-۰۶-۰۷. دریافت‌شده در ۲۰۲۰-۰۵-۰۵.
7. ↑  اخوان ثالث و  کوبان، چراغ، ج۳.
8. ↑  آدمیت و  کوبان، چراغ، ج۵.
9. ↑  انوار و  کوبان، کتاب تهران.
10. ↑  بهبهانی، انوار و  کوبان، طهران قدیم.